# Silver Rocket
«Silver Rocket» es una canción y un sencillo de la banda Sonic Youth, publicado en 1988 por el sello Forced Exposure, y perteneciente al álbum Daydream Nation.
La canción Silver Rocket fue elegida por la revista especializada Rolling Stone como la número 79 dentro de las "100 mejores canciones con guitarra de todos los tiempos".

## Lista de canciones
| Silver Rocket |                                             |          |  |
| N.º           | Título                                      | Duración |  |
| 1.            | «Silver Rocket» (Lado A)                    |          |  |
| 2.            | «You Pose You Lose» (Lado A)                |          |  |
| 3.            | «Non-Metal Dude Wearing Metal Tee» (Lado B) |          |  |

## Versiones
El tema se publicó el mismo año por Munster Records como split junto a The Miracle Workers, con la siguiente lista de canciones:

| Silver Rocket |                                           |          |  |
| N.º           | Título                                    | Duración |  |
| 1.            | «Silver Rocket» (Lado A, versión en vivo) |          |  |
| 2.            | «Slow Death» (Lado B)                     |          |  |
| 3.            | «I Got A Right» (Lado B)                  |          |  |